# Luke Appling
Lucius Benjamin Appling (High Point, Carolina del Norte, 2 de abril de 1907 - Cumming, Georgia, 3 de enero de 1991), más conocido como Luke Appling, fue un beisbolista estadounidense. Jugó toda su carrera profesional para los Chicago White Sox de las Grandes Ligas de Béisbol. Es uno de los peloteros más distinguidos de los años posteriores a la Gran Depresión, y logró dos títulos de bateo por la Liga Americana. Fue seleccionado siete veces para el Juegos de las Estrellas, e ingresado al Salón de la Fama del Béisbol en 1964.

## Biografía
Nacido en Carolina del Norte, Appling realizó sus estudios de secundaria en la ciudad de Atlanta, Georgia. En 1930 se encontraba en su segundo año de estudios en Oglethorpe College cuando fue contratado por un equipo de las Ligas Menores: Los Atlanta Crackers, con los que pese a demostrar una buena ofensiva, su desempeño en la defensiva era deficiente. Ocupaba la posición de campocorto, como lo haría en la mayor parte de su carrera.
Al final de ese mismo año de 1930 estuvo cerca de firmar para los Chicago Cubs pero terminó en los Chicago White Sox por una negociación posterior, y logró jugar en 6 juegos en los que bateó ocho hits en 26 turnos.
El año 1931 tampoco fue del todo bueno para Appling. En 96 encuentros ostentó un promedio de bateo de ,232 y cometió 43 errores a la defensiva. Ante esto, los White Sox deseaban trasladarlo a otro equipo pero no existió ningún interesado. Por tanto, al continuar con el equipo el mánager Jimmy Dykes se dedicó a mejorar su rendimiento tanto a la ofensiva como a la defensiva. En 1932 tuvo una mejoría al lograr un promedio de bateo de ,274 con 63 carreras impulsadas. Sin embargo, no mejoraba su defensiva al adjudicarse 49 errores cometidos, siendo el que más los acumuló en la Liga Americana.
El año 1933 Appling logró por primera vez un promedio de bateo arriba de ,300 (marcó ,322) y consiguió ubicarse como el segundo mejor pelotero del equipo en hits (197) y carreras impulsadas (85).  Pese a ser la primera de nueve temporadas consecutivas que alcanzó un promedio ofensivo arriba de ,300, su defensiva nuevamente estaba en entredicho al ubicarse nuevamente como el pelotero con más errores de la liga con 55. Volvería a acumular el mayor número de errores en la liga en los años 1935, 1937, 1946 y 1948.
Sin embargo, en 1936 realizó  su mejor temporada a la ofensiva. En esa oportunidad se agenció un promedio de bateo de ,388, el mejor de la liga, que incluyó además 27 juegos consecutivos bateando al menos un imparable. Por estos logros se ubicó en el segundo lugar para la votación al Jugador Más Valioso, siendo superado por Lou Gehrig. Por estos buenos números le fue prometido un bono de 5 mil dólares, pero el ejecutivo Harry Grabiner descartó esa oferta. A regañadientes y con un aumento menor al esperado, continuó en el equipo.
Appling se caracterizó por ser un bateador complicado para los lanzadores. Tenía la habilidad de cometer fouls hasta escoger el lanzamiento deseado para realizar un imparable. Incluso se cuenta que los lanzadores se consideraban afortunados si les bateaba un imparable en los primeros lanzamientos ya que así se evitaban un largo turno de bateo. De hecho, se sabe que en 1940 y ante el lanzador Red Ruffing, bateó 24 fouls hasta conseguir una base por bolas. Según un periodista del New York Times:

Pocos eran tan peligrosos como Appling con 0 bolas y 2 strikes en la cuenta...Él esperaba el lanzamiento ideal para batearlo. Si no había un lanzamiento que le gustara, de una forma artística se lo quitaba de encima con un foul.

Otra particularidad del pelotero eran sus continuas quejas por dolencias en su cuerpo que comprendían dolores de cabeza, espalda, ojos o las rodillas, entre muchas otras, pero que quedaban atrás una vez entraba al campo de juego. De hecho se le ha reconocido como un hipocondríaco, y se sabe que la única ocasión en la que quedó realmente fuera de la temporada por lesión fue en 1939 por un tobillo doblado.
Con la Segunda Guerra Mundial en curso, Appling se adjudicó otro liderato en bateo con un promedio a la ofensiva de ,328 en 1943 con la salvedad de que muchos jugadores habían partido para prestar servicio militar. Él mismo ingresó al ejército en 1944, pero regresó a las Mayores al final de la siguiente temporada.
En 1947 llegó a los 40 años en lo que era su decimoséptima temporada en las Grandes Ligas. En 1950, y con 43 años, cedió su puesto de campocorto al joven Chico Carrasquel, mientras él tomó la primera base, pero una serie de pifias le relegaron como un suplente de los jardines. Terminó su carrera como pelotero ese mismo año. Durante su estadía en las Mayores fue seleccionado en siete oportunidades al Juegos de las Estrellas.
Dentro de la historia de los White Sox, Appling dejó varias marcas, ya que es el líder en juegos jugados (2422), turnos al bate (8856) y hits (2749). Tras su retiro del campo de juego se desempeñó como mánager en Ligas Menores y tuvo un paso con los Kansas City Athletics en 1967. También fue instructor de bateo con los Atlanta Braves en la división de las Ligas Menores.
En 1964 fue ingresado al Salón de la Fama del Béisbol. Cinco años después los fanáticos de los White Sox le nombraron como el mejor pelotero en la historia del equipo. Y es que una característica sobresaliente fue su destacado desempeño durante la época de la Gran Depresión, en la que la población sufría en las calles los embates de una dura situación económica, y en la que el béisbol jugó un importante rol de distracción. Entre esos jugadores que descollaron en esos duros años se encontraba Luke Appling.
Un momento memorable en la vida de Appling ocurrió a sus 75 años de edad cuando bateó un cuadrangular en el primer juego de veteranos celebrado en Washington D. C. justo en la entrada inicial y ante el lanzador Warren Spahn de 61 años. Murió en el año 1991 tras una cirugía de emergencia por un aneurisma abdominal. Esta enterrado con su esposa Fay Nell Dodd Appling (1913-1999) en el Sawnee View Gardens and Mausoleum en su natal Cumming, Georgia.

## Estadísticas
Estadísticas a la ofensiva de Luke Appling en las Grandes Ligas.
| Jugador      | Equipo (s) | JJ   | VB   | CA   | H    | 2B  | 3B  | HR | RBI  | BB   | K   | BR  | OR  | AVG  |
| Luke Appling | CHW        | 2422 | 8856 | 1319 | 2749 | 440 | 102 | 45 | 1116 | 1302 | 528 | 179 | 108 | ,310 |

JJ: Juegos jugados, VB: Veces al bate, CA: Carreras anotadas, H: Hits, 2B: Dobles, 3B: Triples, HR: Home runs, RBI: Carreras empujadas, BB: Bases por bolas, K: Ponches, BR: Bases robadas, OR: Outs robando, AVG: Porcentaje de bateo